# Torre de la Parada
La Torre de la Parada va ser un pavelló de caça que se situava als afores de Madrid, a la muntanya del Pardo (Parc regional de la conca alta del Manzanares), no lluny del Palau del Pardo. Cap 1635-40 va ser un dels principals projectes arquitectònics i decoratius del rei Felip IV, gran aficionat a la caça, que desitjava un casalot de descans a la zona per les llargues jornades cinegètiques.
El palauet (un edifici de dos pisos de planta rectangular, rematat per torres de fines cuculles en els seus extrems, molt del gust dels Àustries), va ser el resultat de l'ampliació i transformació, duta a terme en 1636 per l'arquitecte Juan Gómez de Mora, per iniciativa del mateix Felip IV, d'una petita fortalesa amb quatre torres de cantó edificada per encàrrec del llavors príncep, futur Felip II, a l'arquitecte Luis de Vega durant els anys 1547-49.
La seua finalitat última va ser la de servir de descans al monarca durant les llargues jornades cinegètiques a què va ser tan aficionat. L'edifici, en forma de torre amb petits afegits, es cobria amb teulades de pissarra i s'envoltava d'un mur perimetral com una fortalesa. Va resultar destruït i amb prou feines subsisteixen imatges seues en pintures de l'època.
El principal atractiu de l'edifici va radicar en l'extensa sèrie de pintures mitològiques, seguint el relat d'Ovidi (especialment a Les Metamorfosis, però també als Fastos) encarregada a Rubens en 1636. El cicle constava de seixanta-tres llenços de gran format i va ser realitzat a Anvers conforme als esbossos aportats per Rubens, qui es va reservar l'execució de catorze, per alguns dels col·laboradors habituals del mestre flamenc, entre ells Jacob Jordaens, Theodor van Thulden, Erasmus Quellinus II, Jan Cossiers i altres. Una sèrie de paisatges dedicada a vistes dels Llocs Reals es va encarregar als espanyols Félix Castelo i Jusepe Leonardo. Per la seua banda, Velázquez va aportar els tres retrats amb abillament de caçador, de Felip IV, el seu germà el Cardenal Infant i el príncep hereu, Baltasar Carlos, els quadres dels filòsofs Isop i Menip i el del déu Mart, amb alguns dels seus retrats de bufons.
Aquesta decoració pictòrica representava les imatges de poder apropiades per a l'època i per a la cort d'Espanya. Recuperant el precedent establert per Felip II, Felip IV, es va centrar fonamentalment a la Torre de la Parada (que quan es va fer el seu inventari en l'any 1700, es va comptar fins a 176 obres pictòriques) i al Palau del Buen Retiro de Madrid. La major part de les pintures que subsisteixen es guarden al Museu del Prado, si bé s'exhibeixen poques d'elles per problemes d'espai.
La torre va ser destruïda gairebé completament en 1714 per l'incendi que van provocar les tropes austríaques durant la Guerra de Successió.